# Peruskrikuv
Peruskrikuv (Megascops koepckeae) är en fågel i familjen ugglor inom ordningen ugglefåglar.

## Utseende och läte
Peruskrikuven är en liten grå eller brun uggla med örontofsar. Den är lik tumbesskrikuven, men hittas på högre höjd. Den är vidare något större och ljusare på hjässan samt saknar tumbesskrikuvens ljusa band över nacken. Sången består av en stammande serie med skrattande "kak" i ökande ljudstyrka, helt skilt från tumbesskrikuvens spinnande drill.

## Utbredning och systematik
Peruskrikuv delas in i två distinkta underarter med följande utbredning:
- Megascops koepckeae koepckeae – Andernas västsluttning i Peru från Lambayeque till Lima och Marañondalen i Amazonas
- Megascops koepckeae hockingi – dalar i centrala Peru

## Levnadssätt
Peruskrikuven hittasi bergstrakter i skogsområden och skogsbryn, även Polylepis-skogar.

## Status och hot
Arten har ett stort utbredningsområde, men tros minska i antal, dock inte tillräckligt kraftigt för att den ska betraktas som hotad. Internationella naturvårdsunionen IUCN listar arten som livskraftig (LC).

## Namn
Fågelns vetenskapliga artnamn hedrar Maria Emilia Ana Koepcke (född Mikulicz-Radecki, 1924–1971), tysk ornitolog verksam i Peru 1949–1971.